# Рамни, Ральф
Ральф Ра́мни (англ. Ralph Rumney; 5 июня 1934[…], Ньюкасл-апон-Тайн, Нортамберленд — 6 марта 2002, Маноск) — британский художник.

## Жизнь и творчество
Ральф Рамни был основателем художественного объединения «Лондонское психогеографическое общество» (London Psychogeographical Society, также Comité Psychogéographique de Londres), занимавшегося проблемами психогеографии. В возрасте 17 лет он покидает Англию и приезжает в Париж, так как хотел избежать призыва в британскую армию. Во Франции молодой Рамни знакомится с современными ему тенденциями авангардного искусства и его знаковыми представителями. В 1957 году он становится одним из членов-со-основателей «Ситуационистского интернационала» и способствует распространению его идей на искусство в Лондоне, однако через год, в 1958 году Рамни был из группы исключён. Впрочем, это не помешало ему сохранить и поддерживать отношения участниками движения.
Первым браком Рамни был женат на дочери известной американской меценатки-миллионера Пегги Гуггенхейм, Пегин Вайль (вплоть до её самоубийства в 1967 году). В 1958 году у них в Венеции рождается сын Сандро Рамни. Вторым браком Ральф Рамни состоял с известной французской писательницей и ситуацистской Мишель Бернштейн, с которой был знаком по крайней мере с 1955 года. После развода с Мишель Рамни жил уединённо на юге Франции, в городке Маноск. Похоронен в Париже, на кладбище Монпарнас. На похороны Рамни собрались многие бывшие члены «Ситуационистского интернационала».